# PTR-91半自動步槍
PTR-91是一系列由美国槍械製造商PTR工業公司所研發和生產的民用型半自動步槍，其設計為HK G3戰鬥步槍的衍生型，發射7.62×51毫米北約口徑／民用型.308溫徹斯特制步枪子彈。
這些步槍是由南卡羅來納州艾諾市的PTR工業有限公司所生產，而PTR為“精密目標步槍”（英語：Precision Target Rifle）之意。

## 歷史
該武器是以在世界各地廣泛使用的HK G3自動步槍／HK91的設計為藍本，而它本身是西班牙賽特邁公司（CETME，全稱：Centro de Estudios Técnicos de Materiales Especiales）B型步槍的一個衍生型。1994年美國聯邦突擊武器禁制法案（英語：Federal Assault Weapons Ban，簡稱：AWB）的禁止攻擊武器條款（2004年期滿）禁止HK91的某些版本的功能，這意味著它不能再作生產和在其原來的配置以下遠銷至美國民用市場。此外，根據美國1989年進口禁令，德國製造的HK91亦被禁止進口。隨後黑克勒&科赫停止生產半自動的HK91，並自那時以來，G3的民用版本在收藏家的價值也隨之增加。PTR-91的研製是為了填補這一個空白，因為兩支步槍幾乎是相同的。
JLD企業（“JLD”）於2002年開始，從一間獲黑克勒&科赫授權生產的葡萄牙工廠Fabrica de Braço de Prata（獨立於葡萄牙國營軍事工業INDEP公司）購買製成品和加工工具以後，生產符合禁令標準的PTR-91步槍。該符合禁令標準的型號取消了螺紋槍管、刺刀座、可調節式槍托或是“大容量”彈匣。非常早期型號更是購入除了經過修改以外幾乎與HK91相同的製成品以後直接生產，以符合突擊武器禁令。2004年，禁令期滿以後，JLD企業開始提供，當中許多型號具有更多原來是軍用型號的功能。同時JLD也開始投資於研究和開發，並推出了許多全新的改進和修改自原有的HK91設計的新型號。最初，JLD生產的步槍很大程度上嚴重依賴於進口G3／HK91步槍的軍用剩餘部件。事實上，HK91和PTR-91之間的大部分部件可以互換。
2005年，JLD企業的主要資產由何塞·迪亞斯先生（JLD企業的創始人和擁有者）所新成立的PTR-91公司購入以後，迪亞斯先生成為新公司的主要合作夥伴。2010年年底，迪亞斯先生離開了公司之後，剩餘的合作夥伴和全新的管理改變了公司的戰略方向。PTR從剩餘的部分進口和組件的商業模式，轉變為一個真正的生產商——實際上自行產生武器的組成部分。該公司還新增了明顯的加工和製造能力，並在2011年和2012年期間達成這個轉變。目前PTR能夠在康乃狄克州布里斯托爾自身的工廠——和一部份來自美國當地擁有和生產其他物品（塑料製品等）的工具的工廠——生產步槍的每一個加工零件。其業務的方向和能力的變化的結果是，目前的PTR步槍實際上是在美國製造，而不是簡單地在美國組裝。為了表示在業務方向和特色上的變化，該公司最近改稱為現在的名字，PTR工業公司。
2013年夏季，PTR工業公司搬遷到南卡羅來納州的艾諾市，部分原因是康涅狄格州增加了越來越多的槍械管理法所致。
如今，該公司提供了超過25種不同型號的變化，並且已經擴大到警用和軍用的市場。

## 衍生型
PTR-91的最知名而且最舊式的版本是PTR-91F。這種步槍型號類似於原來的HK-91，並具有一根18 英吋重型射靶槍管和固定塑料槍托。同時，PTR生產更高檔次的步槍版本，例如：PTR-MSG91，他們中檔次型步槍產品，具有一根18 英吋凹槽重型射靶槍管，還有許多改進，例如兩腳架、導軌系統和可調節式槍托，使之適用於狙擊或精密射擊。PTR還生產了“PTR超級狙擊手”版本，數量有限，採用了20 英吋完全凹槽自由浮動式槍管。
此外，PTR同時生產多種的卡賓槍型號，均設有16 英吋重型射靶槍管。這些型號都使用了相當標準的硬件，例如在PTR-91F上發現的，以及與許多不同的槍托、導軌和開槽的組合。當一個流行的型號PTR-91 KPF，它具有A3型完全伸縮式傘兵槍托。
2010年，該公司推出了一條全新的產品線，發射7.62×39毫米蘇聯口徑步枪子彈。PTR-32專門製成使用16 英吋槍管，而且可以使用與PTR-91卡賓槍相同的結構。
2011年，該公司又推出了另一種新型產品，“PTR-GI”。該槍是回到原來經典冷战時期的HK G3的軍用型風格的步槍。

## 發布
PTR武器被刊登在無數槍械雜誌，例如槍械測試（英語：Gun Tests）、執法機關的槍械和武器（英語：Guns and Weapons for Law Enforcement）、美國槍手（英語：American Rifleman）、天生射手（英語：On Target）、霰彈槍新聞（英語：Shotgun News）和槍械世界（英語：Gun World），這些所有的雜誌都稱讚他們的武器型號在經過設計以後具有良好的精度、可靠性和性能。

## 流行文化

### 电子游戏
- 2015年—：命名為「PTR-91」，歸類為半自動狙擊步槍，發射7.62×51mm NATO子彈，載彈量20+1發，武器商店中價格為$39,000，能夠由罪犯專業人士（Professional）所使用（執法機關解鎖條件為：以任何陣營進行遊戲使用該槍擊殺1,250名敵人後購買武器執照）。可加裝各種瞄準鏡（反射、眼鏡蛇、全息瞄準鏡（放大1倍）、PKA-S（放大1倍）、Micro T1、SRS 02、Comp M4S、M145（放大3.4倍）、PO（放大3.5倍） 、ACOG（放大4倍）、PSO-1（放大4倍）、IRNV（放大1倍）、FLIR（放大2倍）、TA 648（放大6倍）、PKS-07（放大7倍）、步槍瞄準鏡（放大8倍）、獵人（放大14倍））、附加配件（傾斜式機械瞄具、傾斜式紅點鏡、延長彈匣（增至25+1發）、手電筒、戰術燈、激光瞄準器、穿甲曳光彈）、槍口零件（制退器、補償器、重槍管、抑制器、消焰器）及握把（垂直握把、粗短握把、直角握把）。單人模式中則能夠由主角尼古拉斯·門多薩所使用。
- 2023年—：型号为PTR-32，命名为“PTR-32突击步枪”

## 資料來源
1. ↑  .   [2014-11-23]. （原始内容存档于2014-11-29）.

## 外部連結
- （英文）—Official Site（页面存档备份，存于）
- （英文）—Informational Video（页面存档备份，存于）
- （英文）—The Firearm Blog.com—
  - 50 round .308 drum magazine for H&K G3, PTR 91, SW91 and FAL（页面存档备份，存于）
  - The search for a H&K G3 clone（页面存档备份，存于）
  - 2014 SHOT Show, A recap of what I saw（页面存档备份，存于）
  - NRA 2014: PTR Industries, American-Made HK-91/G-3 Battle Rifles（页面存档备份，存于）
  - Weekend Photo: Jeff’s PTR-91 (Semi-auto H&K G3 Clone)（页面存档备份，存于）
  - PTR 91 Field Strip (HK G3 Clone)（页面存档备份，存于）
- （英文）—The Truth About Guns.com—
  - Gabe Suarez: PTR91 is “The Most Rugged And Reliable .308 Battle Rifle”（页面存档备份，存于）
  - PTR Industries to Leave Connecticut（页面存档备份，存于）
  - P320 Entry: Gun Review – PTR Industries 91F（页面存档备份，存于）
  - Show Us Your Weapon of War – PTR 32（页面存档备份，存于）
- （英文）—Tactical-Life.com—
  - PTR91 7.62mm（页面存档备份，存于）
  - PTR-91 SUPER SNIPER 7.62mm
  - PTR-91 PDW 7.62x51mm（页面存档备份，存于）
  - PTR-91 Inc.’s New Rifle（页面存档备份，存于）
  - SHOT Show 2011–Final Day（页面存档备份，存于）
  - SHOT SHOW 2012—DAY 3（页面存档备份，存于）
- （英文）—Personal Defense World.com—PTR Celebrates Move to SC with New Commemorative Rifle（页面存档备份，存于）
- （英文）—PTR 91 Rifle is a Slam Dunk（页面存档备份，存于）